# 卵鞘

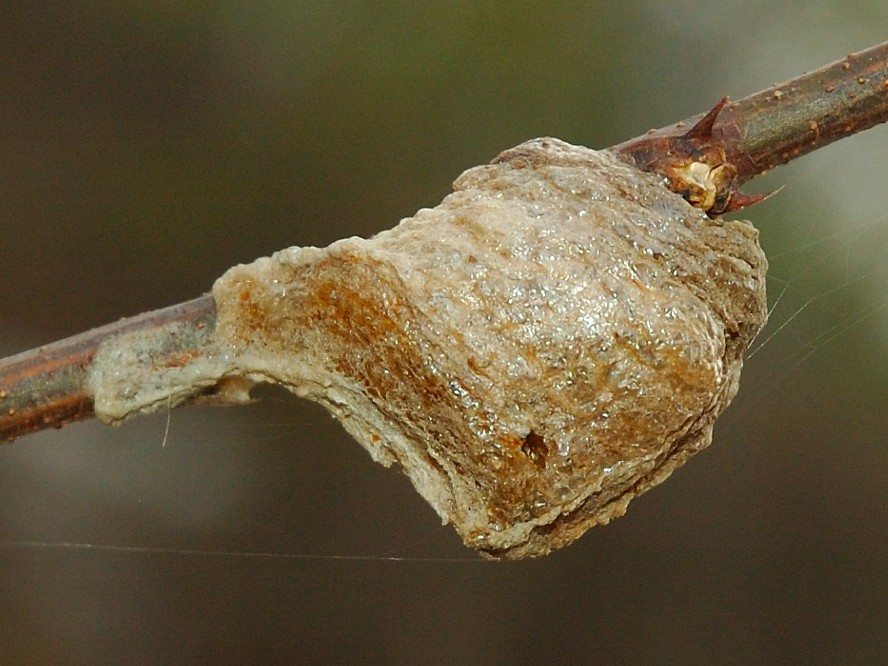
螳螂的卵鞘

卵鞘是一种由软体动物、螳螂和蟑螂等物种產生的卵块。
卵鞘由结构蛋白和鞣剂组成，使蛋白质在卵周围变硬，从而提供保护和稳定性。由于卵鞘外壳的复杂结构提供了进化繁殖优势（尽管适应性和寿命也取决于其他因素，如孵化的温度）。卵鞘最明顯存在于蟑螂（蜚蠊目）和螳螂（螳螂目）中。
卵鞘保护卵免受微生物、寄生蜂、捕食者和天气的侵害；卵鞘通过其表面的变化保持稳定的水平衡，它在干燥气候下是多孔的，以防止脫水；在潮湿气候下是光滑的，以防止过饱和。其组成和外观因物种和环境而异。

## 圖集

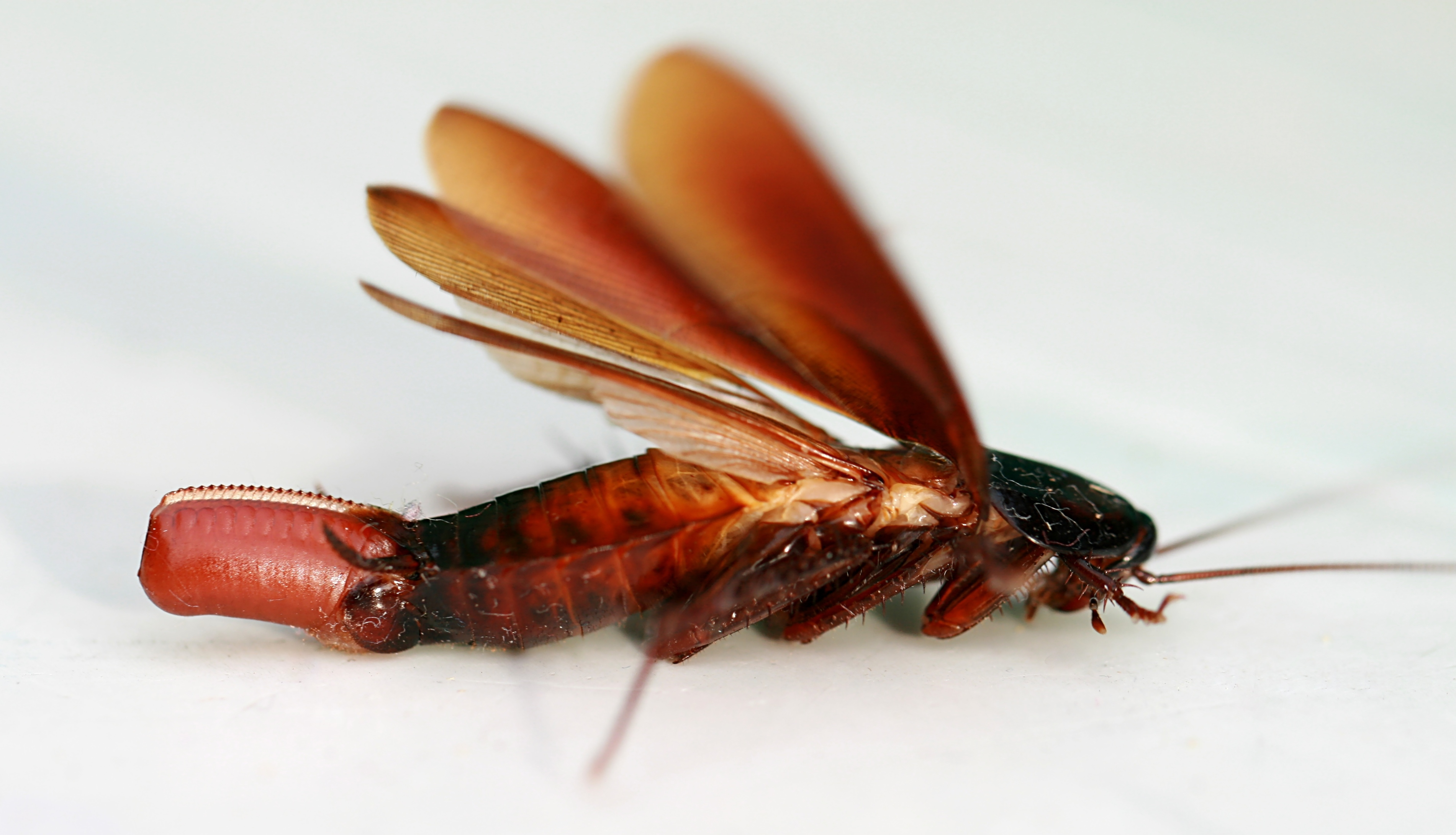
雌性美洲大蠊與其卵鞘
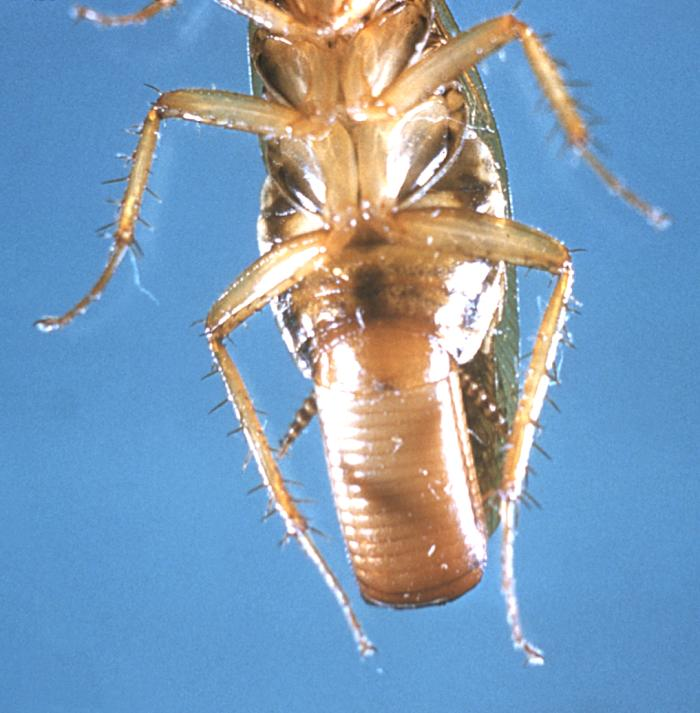
雌性德国小蠊與其卵鞘
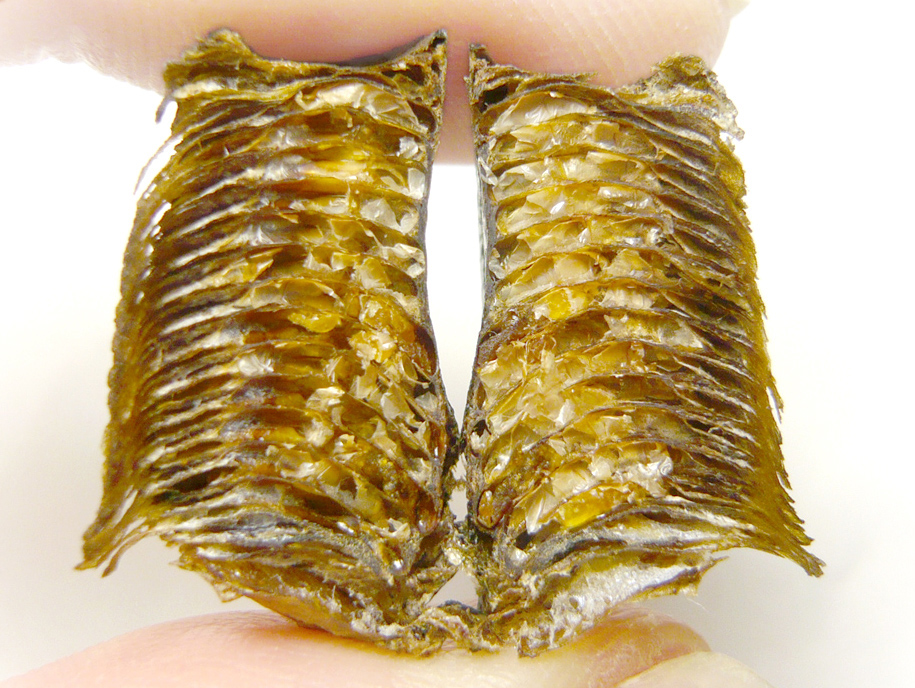
已孵化的寬腹斧螳（Hierodula patellifera）卵鞘的矢狀面
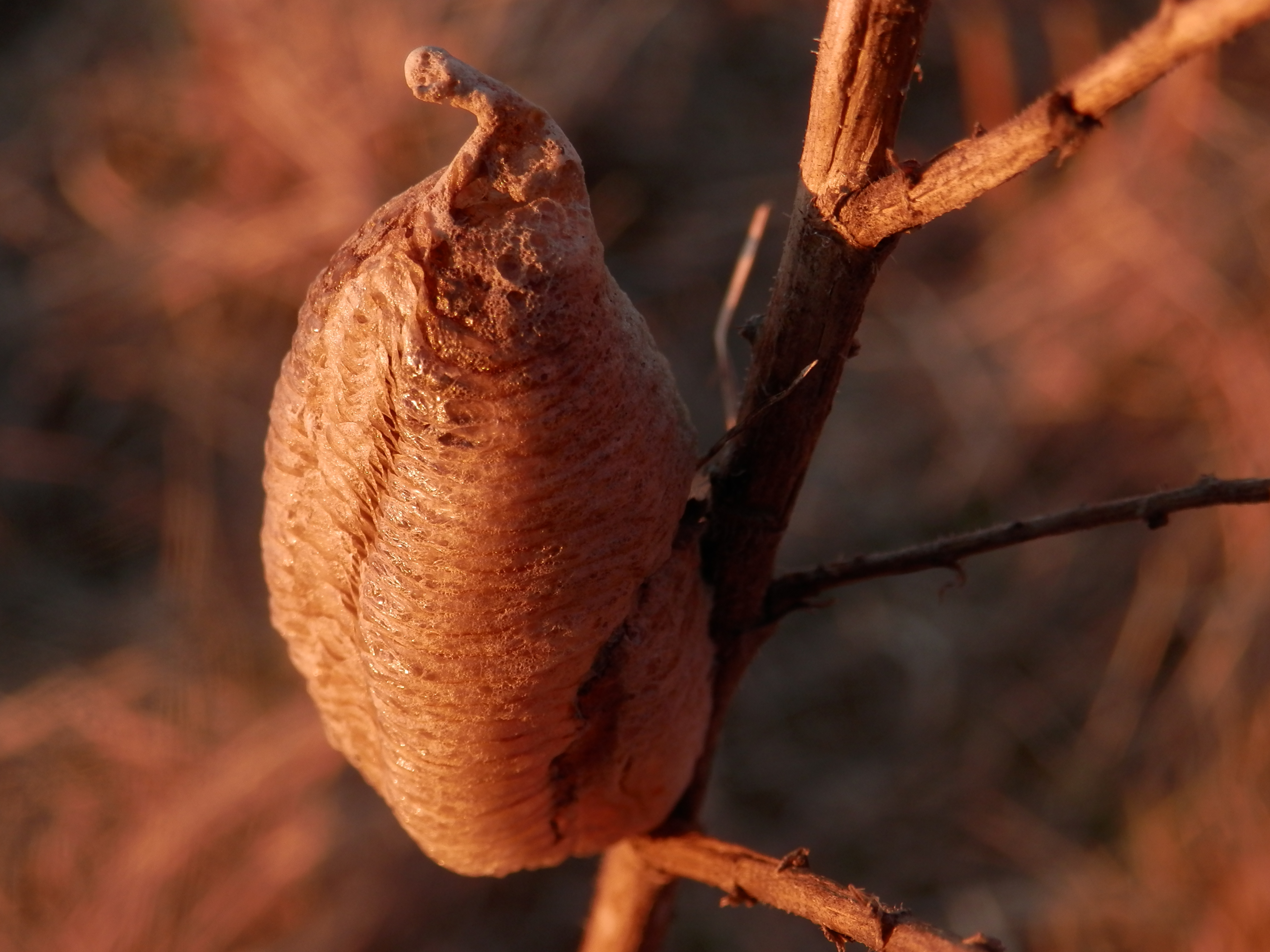
在加拿大安大略省貴湖的薄翅螳螂（Mantis religiosa）卵鞘
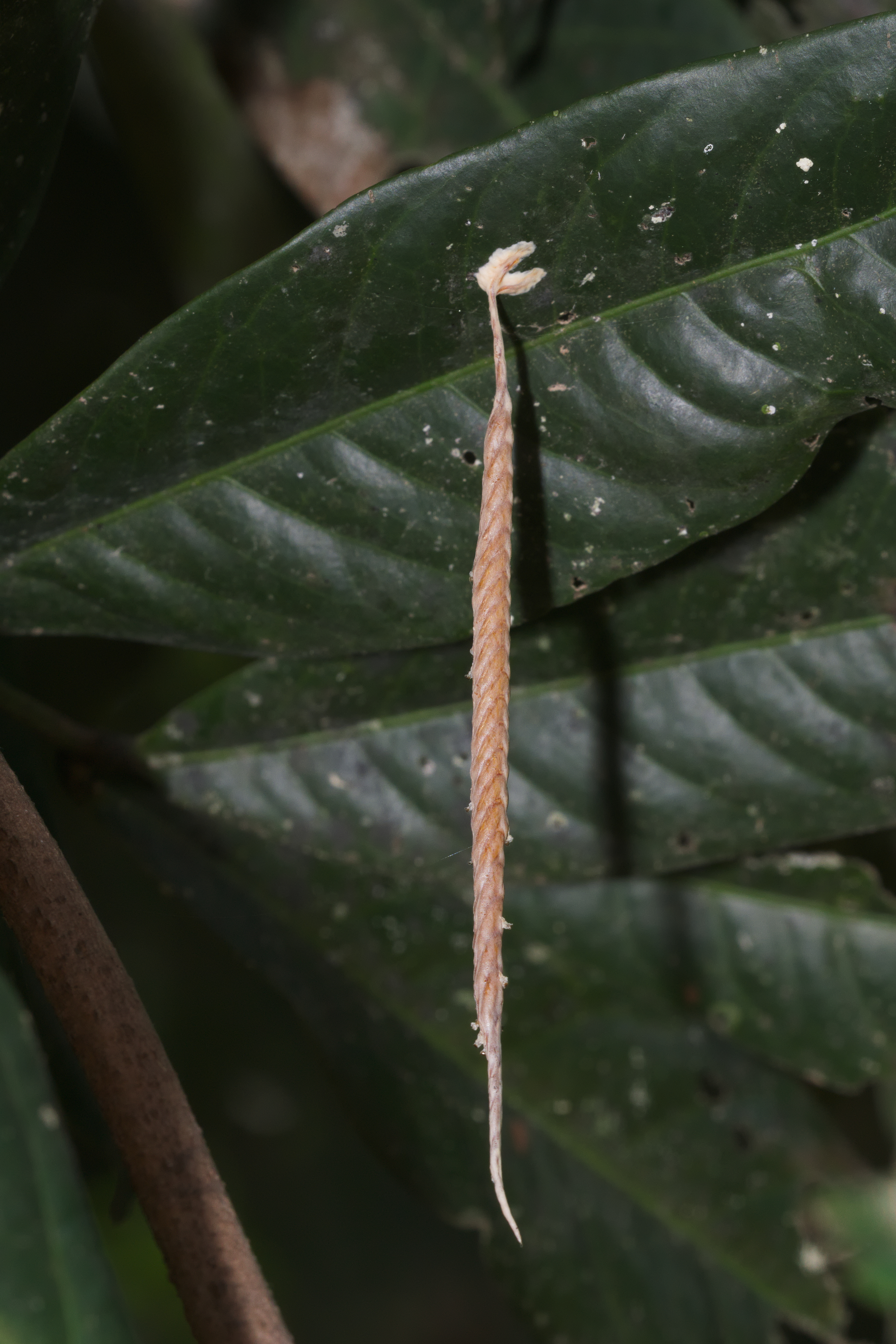
在印度喀拉拉邦的螳螂卵鞘
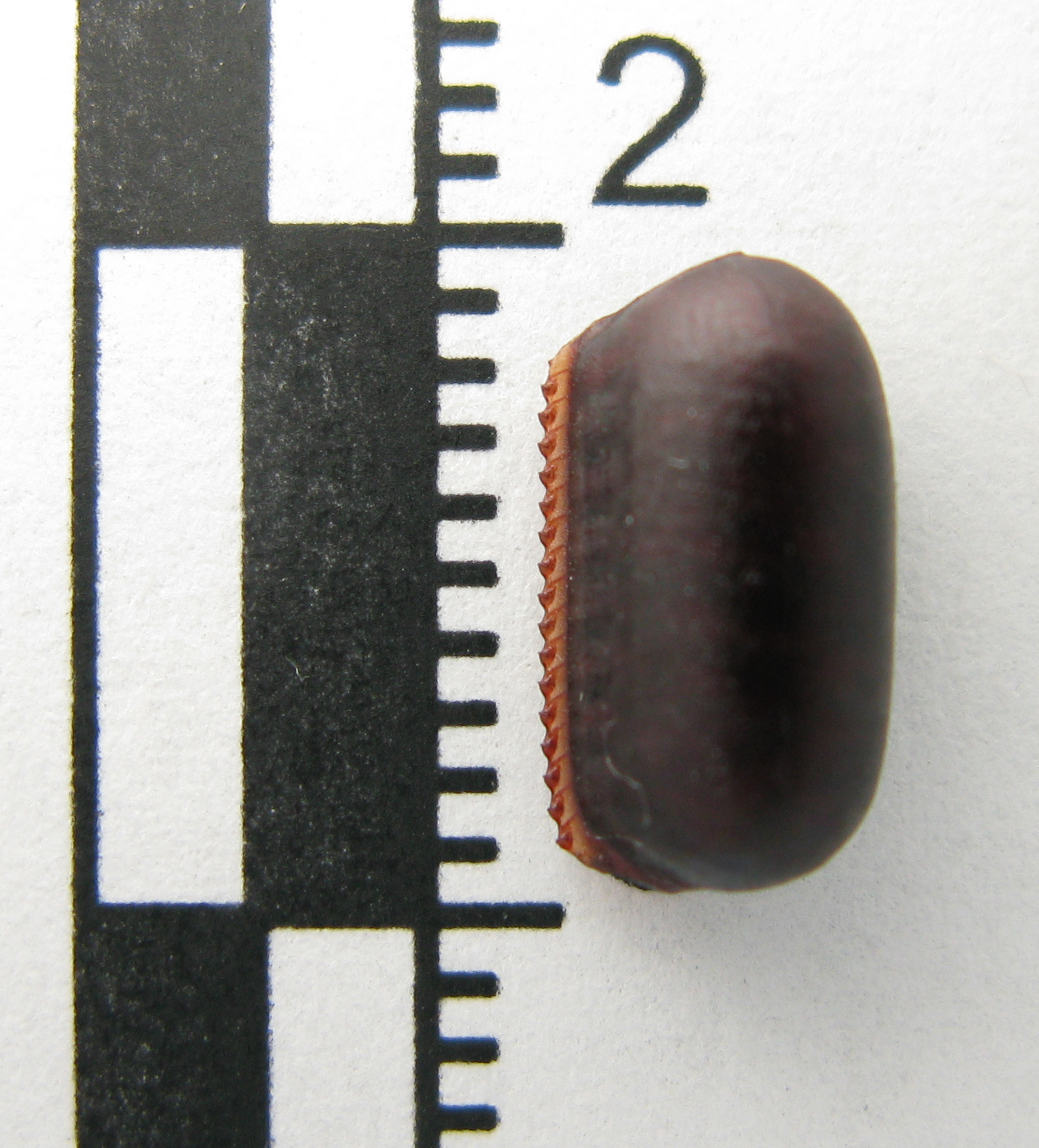
蟑螂的卵鞘

## 外部連結
- Photo of a madagascar hissing cockroach ootheca （页面存档备份，存于）